# Adolphe Thiers
Marie Joseph Louis Adolphe Thiers (Bouc-Bel-Air, 15 de abril de 1797 – Saint-Germain-en-Laye, 3 de setembro de 1877) foi um estadista e historiador francês. Ele foi o segundo presidente eleito da França e o primeiro presidente da Terceira República Francesa.
Thiers foi uma figura chave na Revolução de julho de 1830, que derrubou a monarquia Bourbon, e na Revolução Francesa de 1848, que estabeleceu a Segunda República Francesa. Ele serviu como primeiro-ministro em 1836, 1840 e 1848, dedicou o Arco do Triunfo e providenciou o retorno à França dos restos mortais de Napoleão de Santa Helena. Ele foi primeiro um apoiador, depois um oponente vocal de Luís Bonaparte (que serviu de 1848 a 1852 como Presidente da Segunda República e depois reinou como Imperador Napoleão III de 1852 a 1871). Quando Napoleão III tomou o poder, Thiers foi preso e brevemente expulso da França. Ele então voltou e se tornou um oponente do governo.
Após a derrota da França na Guerra Franco-Prussiana, à qual Thiers se opôs, ele foi eleito chefe do executivo do novo governo francês e negociou o fim da guerra. Quando a Comuna de Paris tomou o poder em março de 1871, Thiers deu ordens ao exército para sua repressão. Aos 74 anos, foi nomeado Presidente da República pela Assembleia Nacional Francesa em agosto de 1871. Sua principal realização como presidente foi conseguir a saída de soldados alemães da maior parte do território francês dois anos antes do previsto. Oposto pelos monarquistas na assembleia francesa e na ala esquerda dos republicanos, ele renunciou em 24 de maio de 1873 e foi substituído como presidente por Patrice de MacMahon. Quando ele morreu em 1877, seu funeral se tornou um grande evento político; a procissão foi liderada por dois dos líderes do movimento republicano, Victor Hugo e Leon Gambetta, que, na época de sua morte, eram seus aliados contra os monarquistas conservadores.
Ele também foi uma figura literária notável, o autor de uma história de dez volumes da Revolução Francesa (Histoire de la Révolution française) e uma história de vinte volumes do Consulado e Império de Napoleão Bonaparte (Histoire du Consulat et de l 'Império). Em 1834 foi eleito para a Académie Française.

## Carreira literária

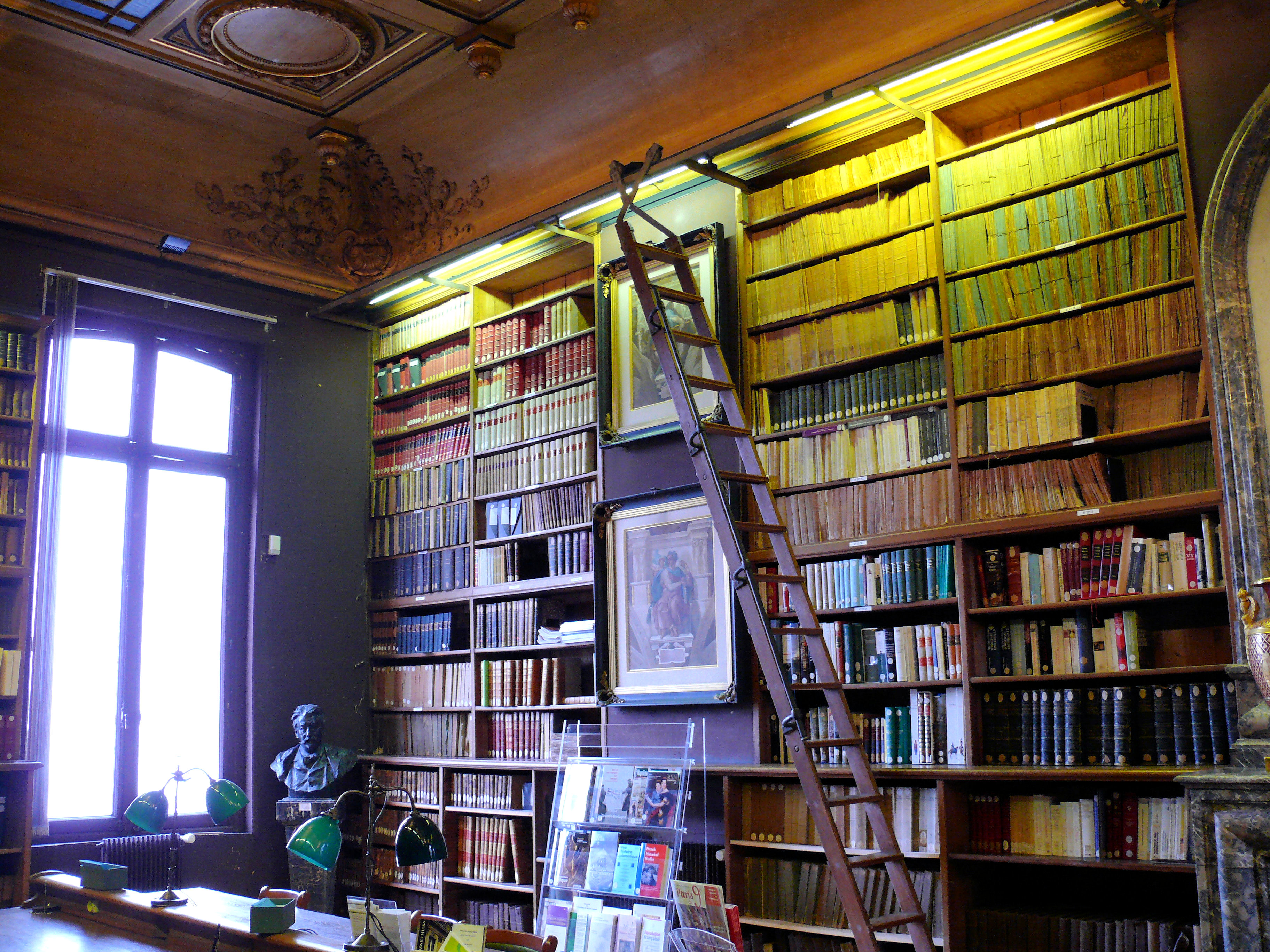
Biblioteca pessoal de Thiers no Hôtel Thiers

Thiers foi apenas um exemplo de escritores franceses do século XIX que também tiveram carreiras políticas proeminentes. Outros foram Victor Hugo, Alphonse de Lamartine e Alexis de Tocqueville; mas Thiers foi o único escritor que atingiu o nível mais alto do estado francês. Suas principais obras literárias foram sua história de dez volumes da Revolução Francesa e sua história de vinte volumes do período seguinte, o Consulado e Império de Napoleão I. Ambas as obras foram preenchidas com as opiniões e julgamentos pessoais de Thiers, mas também se beneficiaram de seu acesso pessoal a muitos dos participantes, incluindo seu mentor político, Talleyrande os generais sobreviventes de Napoleão. A primeira obra, sobre a Revolução Francesa, publicada entre 1823 e 1827, foi muito elogiada pela crítica francesa. Foi a primeira história importante da Revolução Francesa e deu a Thiers um assento como o segundo mais jovem membro eleito da Academie Française, e além disso foi um grande sucesso comercial. Ele condenou a violência do Terror e dos líderes mais radicais, incluindo Marat, Robespierre e Saint-Just, e glorificou os ideais e os líderes mais moderados da Revolução Francesa, incluindo Mirabeau, Bailly e Lafayette, embora na época o livro foi publicado A França ainda era uma monarquia, e o canto da Marselhesa ainda era proibido. Os livros contribuíram muito para minar o apoio público ao último rei Bourbon, deposto na Revolução de 1830.
Sua segunda grande obra foi sua enorme História do Consulado e do Império, em vinte volumes, publicado entre 1845 e 1862. Como a história da Revolução, foi um sucesso crítico e popular na França, publicado numa época em que o público francês procurava heróis. Vendeu 50 000 conjuntos completos do livro. Um professor americano de literatura francesa, OB Super, escreveu um prefácio a uma edição americana do volume do livro de Thiers sobre a Batalha de Waterloo, publicado em 1902. Ele escreveu: "O estilo de Thiers é caracterizado por descrições brilhantes e dramáticas e um espírito liberal e tolerante, mas às vezes é deficiente em rigorosa precisão histórica e, devido ao intenso sentimento nacional do escritor, sua admiração por Napoleão às vezes leva a melhor em seu julgamento. Thiers fez mais do que qualquer outro francês para se manter vivo França "la légende napoléonienne". O relato de Thiers sobre a invasão francesa da Rússia foi duramente criticado por Leão Tolstói por suas imprecisões factuais e "estilo pomposo geral exagerado, desprovido de qualquer significado direto".
Thiers também escreveu uma história da Revolução de 1830, na qual desempenhou um papel importante, e uma memória, chamada Souvenirs. Seus discursos foram coletados por sua viúva e publicados após sua morte.

## Lugar na história

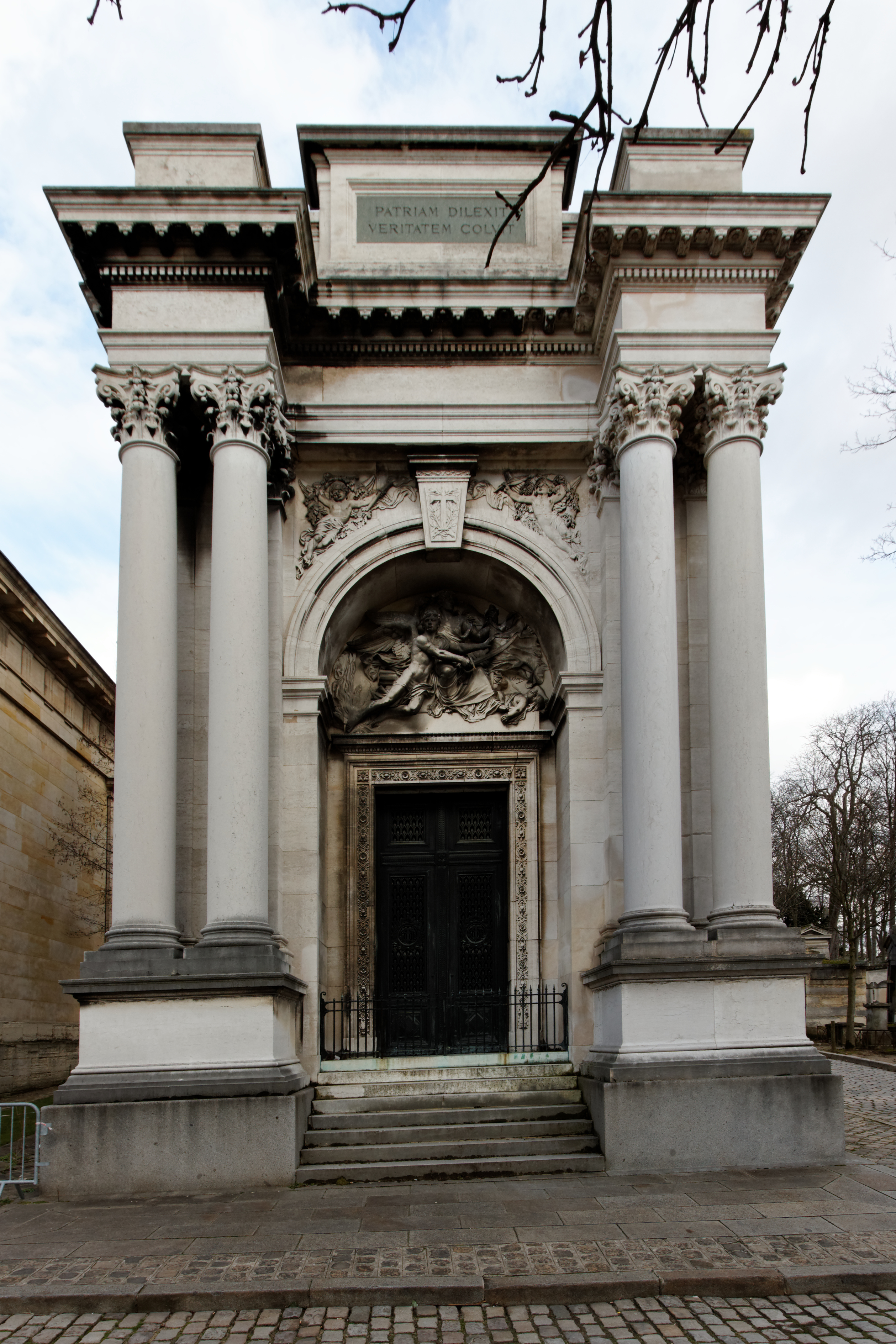
O túmulo de Adolphe Thiers no cemitério de Père Lachaise.

Os julgamentos contemporâneos sobre o lugar de Thiers na história dependiam em grande parte da política daqueles que julgavam. O crítico mais virulento de Thiers foi certamente Karl Marx, que foi forçado a deixar Paris quando Thiers era chefe do governo francês. Em 1871, ele descreveu Thiers da seguinte forma: 
"Thiers, aquele gnomo monstruoso, encantou a burguesia francesa por quase meio século, porque ele é a expressão intelectual mais consumada de sua própria corrupção de classe. … Thiers foi consistente apenas em sua ganância pela riqueza e seu ódio aos homens que a produzem".
Victor Hugo elogiou abundantemente Thiers quando Thiers o apoiou na obtenção de um assento na Academie Française, mas mais tarde, quando um candidato apoiado por Thiers derrotou Hugo para um assento na Assembleia, Hugo escreveu: "Sempre senti por aquele estadista célebre, eminente orador, aquele escritor medíocre, aquele homem de coração estreito e pequeno, sentimento indefinível de admiração, aversão e desdém”. No entanto, Hugo, junto com Leon Gambetta, liderou a procissão de enlutados no funeral de Thiers.
Thiers conquistou um lugar na literatura francesa como modelo para Eugène de Rastignac, um dos personagens principais da La Comédie humaine de Honoré de Balzac. O personagem aparece em vinte e oito romances de Balzac. A rápida ascensão de Rastignac da pobreza ao sucesso nas finanças e na política, e sua vida familiar incomum, são paralelas às de Thiers.

Após a morte de Thiers, Gustave Flaubert escreveu sobre as enormes multidões que compareceram a seu funeralː 
"Esta manifestação verdadeiramente nacional me impressionou muito. Não gostava deste rei da burguesia, mas não importa. Comparado com os outros que o rodeavam, era um gigante e, além disso, tinha uma grande virtude: o patriotismo. Ninguém resumiu melhor a França do que ele. Essa foi a razão para o enorme efeito de sua morte".
Outro historiador, Maxime du Camp escreveu após o funeral de Thiers: 
"Certamente as pessoas riam de suas contradições, e durante sua vida ele não foi poupado de zombarias, mas continuou a ser respeitado, porque amava apaixonadamente a França. Em tempos de boa sorte, ele sonhava com uma França grande, forte e respeitada; e quando a França foi dobrada sob o peso da desgraça que suas faltas lhe trouxeram, ele fez um esforço sobre-humano para salvá-la e torná-la menos miserável. favor e deve merecer-lhe a indulgência do futuro".
O historiador George Saintsbury fez a seguinte avaliação de Thiers: 
"Sua tendência constante de inflamar o espírito agressivo e chauvinista de seu país não se baseava em qualquer estimativa sólida do poder e interesses relativos da França e levou seu país mais de uma vez à beira do abismo de uma grande calamidade. Em oposição, tanto sob Luís Filipe como sob o império, e mesmo em certa medida nos últimos quatro anos de sua vida, suas piores qualidades sempre foram evidentes. Mas com todas essas desvantagens, ele conquistou e manterá um lugar no que é talvez o mais alto, como certamente é o menor, classe de estadistas: a classe daqueles a quem seu país tem recorrido em um grande desastre, que mostraram como conduzi-la através desse desastre com constância, coragem, devoção e habilidade e foram recompensados com tanto sucesso quanto a ocasião permitiu”.
Após a revolta dos trabalhadores estudantis em Paris, em maio de 1968, e durante a presidência do socialista François Mitterrand nas décadas de 1980 e 1990, a reputação de Thiers atingiu um ponto baixo; o novo governo renomeou várias ruas, praças e estações de metrô de Paris para os líderes revolucionários da Comuna de Paris, enquanto historiadores da esquerda culpavam Thiers pela falta de atenção às questões sociais e especialmente pela supressão da Comuna. Em 1983, o historiador René de La Croix de Castries resumiu a carreira de Thiers desta forma: 
"Thiers era essencialmente um homem ambicioso e egoísta. Ele nunca pensou em nada, exceto em sua própria carreira, e ele imaginou atingir o nível mais alto. Ele queria estar no topo, que desde o início levou-o naturalmente a desejar um dia ser chefe de Estado; um sonho que durante muito tempo não foi prático, porque havia uma monarquia ou um império. Quando teve oportunidade de tentar em 1848, achou que era mais judicioso para apoiar Luís Napoleão. Foi, portanto, uma circunstância extraordinária que ele pudesse realmente realizar seu sonho em 1871, com a idade de setenta e quatro anos, uma idade que ultrapassou consideravelmente a expectativa de vida média da época … A obra de Thiers não incluía uma única lei social. Nesse ponto, ele era verdadeiramente um burguês do século 19, insensível às misérias da classe trabalhadora e não hesitou em abrir fogo contra as massas quando a ordem pública era ameaçada. A ele pertence a glória de ter posto fim à ocupação alemã e de ter dado a uma França humilhada o desejo de viver novamente. Mas se ganhou admiração, não inspirou muita simpatia. Thiers era nada menos do que o resumo da política francesa no século XIX".
O historiador Pierre Guiral escreveu em 1986: 
"Ele foi um fundador, o Washington da França, um homem cheio de fraquezas, mas um patriota incontestável. Fundou a primeira República Francesa que sobreviveu. Expulsou os prussianos da França. Da Restauração, quando fundou o jornal denominado “O Nacional”, em 1871, quando defendeu a nação contra as divisões que ameaçavam destruí-la, era nacional”.